# Leonel Viera
Leonel Viera (Tacuarembó, 19 de febrero de 1913 – Montevideo, 3 de junio de 1975) fue un constructor, especialista en cálculo tensorial y político del Partido Nacional de Uruguay.

## Biografía
Si bien Viera estudió ingeniería civil en la Universidad de la República, nunca llegó a graduarse. Se dedicó a construir y a realizar cálculos para obras arquitectónicas y civiles innovadoras, a impartir la docencia y a la política.
Varias obras uruguayas emblemáticas de Uruguay contaron con su aporte: el Cilindro Municipal, el puente ondulado de La Barra de Maldonado y el edificio Positano en la intersección de las calles Luis P. Ponce y Charrúa en Montevideo, entre otras. Durante su vida profesional desarrolló su trabajo junto a otros ingenieros y arquitectos reconocidos, como los arquitectos Luis García Pardo y Adolfo Sommer Smith y los ingenieros Sidney Miller y Luis Mondino.

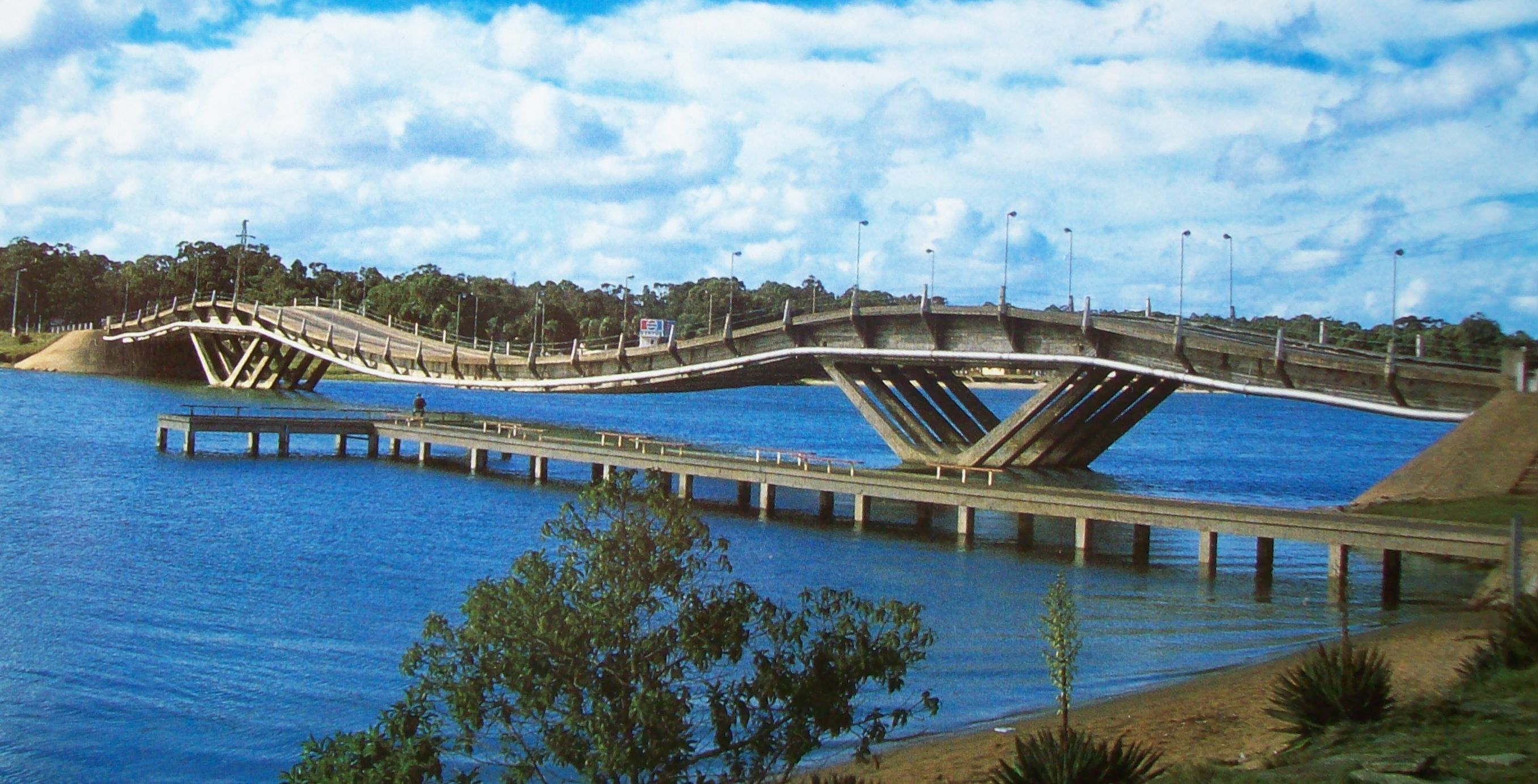
Puente ondulado de La Barra de Maldonado, emblemática obra de Leonel Viera.

En 1960 el ingeniero Mario G. Salvadori, decano de la Universidad de Columbia, dijo que Viera había aportado la idea más brillante al hormigón armado en los primeros 50 años del siglo XX. El proyecto del Cilindro Municipal fue motivo de inspiración para la construcción del Madison Square Garden, que se realizó con el mismo procedimiento, y del Aeropuerto Internacional Washington-Dulles de Washington D. C., que no es circular pero tiene un techo colgante en catenaria.
En las elecciones generales de Uruguay de 1971 fue candidato a la Intendencia Municipal de Montevideo por el Partido Nacional, respaldando la fórmula presidencial  Wilson Ferreira Aldunate-Carlos Julio Pereyra. En dichas elecciones municipales, el Partido Nacional quedó en tercer lugar en Montevideo, tras obtener el 29,69% de los votos válidos.

## Obras destacadas[5]

### Proyecto y construcción
- Cilindro Municipal
- Puente Leonel Viera
- Monumento a John F. Kennedy en Quemú Quemú, Provincia de La Pampa, Argentina

### Cálculo
- Monumento en forma de hongo en Tacuarembó que recuerda los bombardeos atómicos sobre Hiroshima y Nagasaki
- Iglesia Parroquial "San Antonio María Claret" en Progreso
- Edificio Positano en Luis P. Ponce y Charrúa, Montevideo

### Proyecto
- Puente flotante que uniría las ciudades de Paysandú en Uruguay y Colón en Argentina
- Sistema de viviendas prefrabricadas con paneles de hormigón prensado